# Volkswagen Tipo 2
El Volkswagen Tipo 2 es un vehículo comercial ligero con cab-over introducido en 1950 por el fabricante de automóviles Volkswagen de Alemania como su segundo modelo de coche. Conocido oficialmente (dependiendo en el tipo de carrocería) como el Transporter, Kombi o Minibus, o, informalmente, como el Volkswagen Station Wagon (EU), Bus (también EU), Camper (RU) o Bulli (Alemania), se le dio la designación de fábrica Tipo 2  – como siguió y se derivó inicialmente del – primer modelo de Volkswagen, el Volkswagen Tipo 1.
Desde sus inicios se le denominó Volkswagen Transporter o Volkswagen Bus en el caso de las versiones de pasajeros. Existe en versiones kombi (furgoneta de pasajeros y de carga), furgon (denominada en algunos mercados Volkswagen Panel), plataforma y cámper.

## Historia
Al finalizar la Segunda Guerra Mundial, la fábrica Volkswagen de Wolfsburgo, Alemania, pasó a manos del gobierno británico, el cual recibió el 23 de abril de 1947 una propuesta del empresario holandés Ben Pon para comercializar la marca en los Países Bajos. Con base en un Escarabajo que recorría la planta como coche de carga, el empresario propuso la creación de un modelo carguero comercial que comenzó a proyectarse luego de la aprobación de acuerdo por parte de los directivos de la compañía.
A fines de 1948 comienza el proceso de construcción del entonces denominado Volkswagen tipo 100. Al presentarse al público, adquirió la nomenclatura definitiva de Volkswagen Tipo 2, como consecuencia de que el Volkswagen Sedán posee la nomenclatura Tipo 1. El nombre Transporter ya era utilizado en 1950 y en la actualidad se halla registrado.

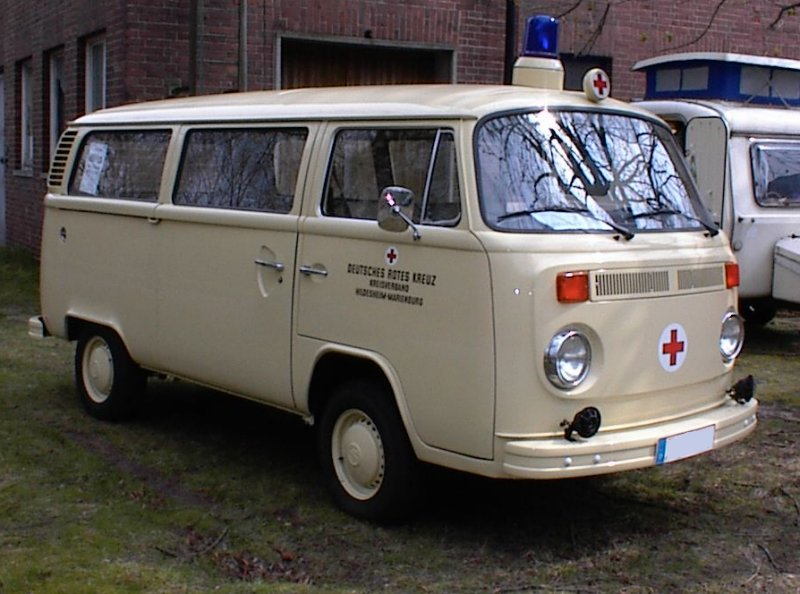
Volkswagen Kombi T2 ambulancia.

Su producción comenzó 8 de marzo de 1950. Impulsado por un motor bóxer de cuatro cilindros de 25 CV refrigerado por aire en la parte trasera, con capacidad para cargar 760 kg y alcanzar una velocidad máxima de 80 km/h y entre las utilidades que le fueron descubiertas al poco tiempo están su adaptación como ambulancia y como coche de bomberos. Durante esta época se introduce una versión con asientos desmontables y tres ventanas en ambos lados de hasta 8 plazas con innumerables posibilidades de configuración de asientos, lo cual lo transforma para obtener el espacio deseado, se la designa como Volkswagen Transporter Kombi (por la voz alemana Kombiwagen).
En septiembre de 1951, en el Salón Internacional del Automóvil de Frankfurt, Volkswagen presenta el Samba, un microbús de lujo de la línea Transporter; el cual posee espacio para siete pasajeros, ventanas laterales, ventanillas curvadas en las esquinas del toldo y techo corredizo de lona. 
En 1952, Westfalia-Werke desarrolla un modelo para el fin de semana y las vacaciones basado en el Volkswagen Transporter, que posee accesorios desmontables, como una mesa plegable y una cocina.
Dada la alta demanda en América del Sur, en 1953 se decide abrir una planta de ensamble en la ciudad brasileña de São Paulo, donde es denominado Volkswagen Kombi. De la misma forma, en 1956 se abre una fábrica de montaje en Sudáfrica. Para finales de la década ya existían más de 30 versiones distintas.

## T1, T1.5, T2, T3

### T1

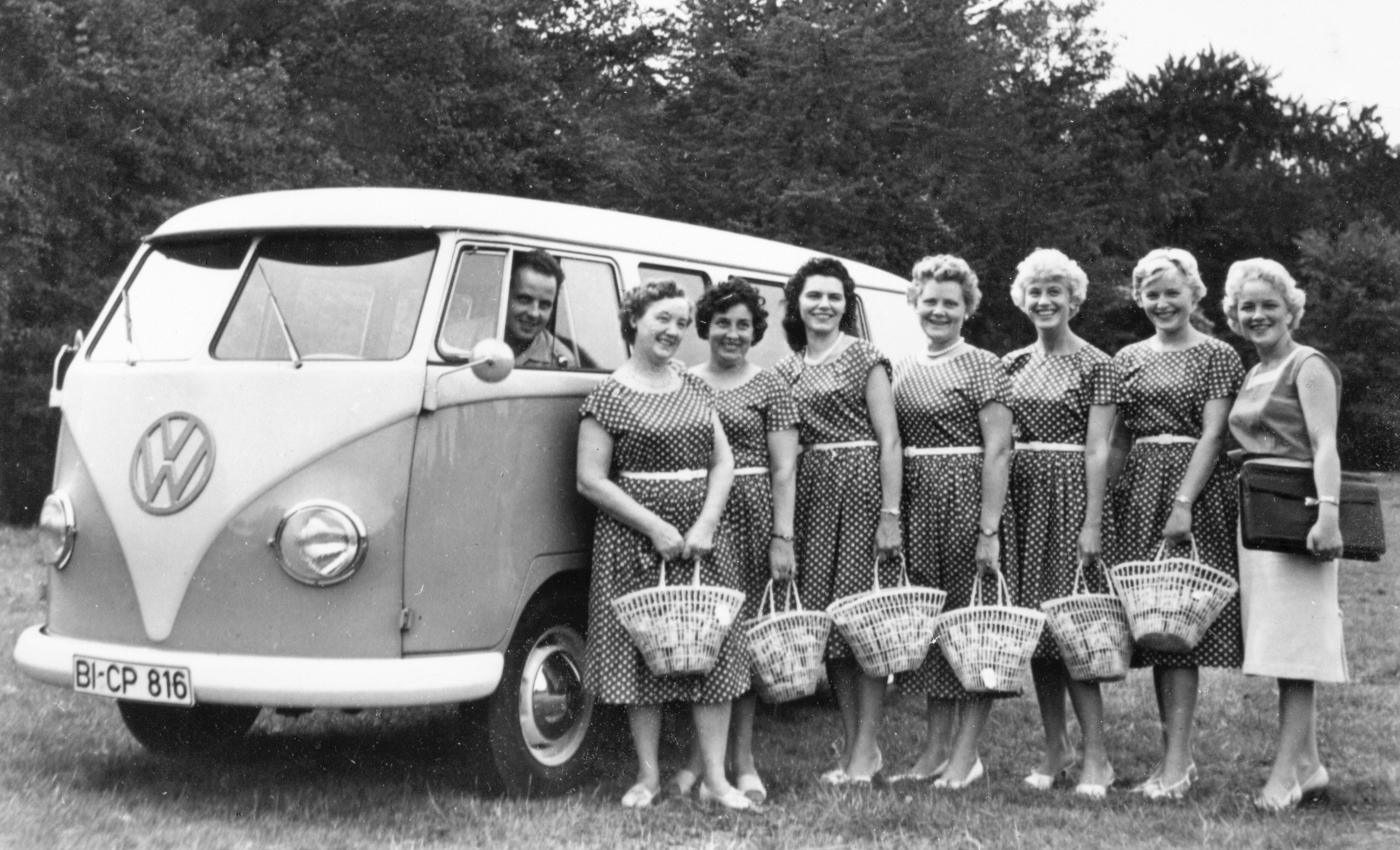
Volkswagen Transporter T1 plus 8 (1960) promocionando la capacidad de carga.

Transporter y Kombi en Europa, Kombi para toda la gama en Brasil.
- 1950-1967 (Alemania)
- 1957-1975 (Brasil)

La ventana delantera del T1 es dividida y se puede abrir, mientras que la del T2 es de una única pieza y fija. En Brasil, uno de los países emblemáticos de la producción de VW fuera de Alemania, junto con México y Sudáfrica,  también se produjo la T1. Más tarde se produjo de igual forma la T2 y fue el único país donde se continuó produciendo hasta su retirada final a nivel mundial. Finalizó totalmente la venta de las combis (T2) en 2013, debido a regulaciones locales, que pedían que todos los vehículos nuevos debían montar bolsas de aire. 
En las primeras tres generaciones su motor fue tipo bóxer refrigerado por aire. Su diseño es simple y de fácil mantenimiento. A lo largo del tiempo, el motor fue modificado para reducir el consumo y los niveles de contaminación.
La versión alemana del T1 finalizó en 1967, mientras que el modelo brasileño se modificó parcialmente en 1976 como la T1.5.

### T1.5

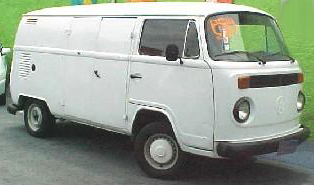
Kombi T1.5 Furgão.

Kombi o Furgão para toda la gama en Brasil y Kombi o Furgón para Argentina (En este último bajo la fusión Autolatina, de Ford y VW).
- 1976–1996 (Brasil)
- 1981–1988 (Argentina)

Volkswagen Kombi T1.5 se distingue por tener el frontal de la generación T2 y la toma de aire en el panel trasero de la generación T1, incluyendo sus puertas laterales «de abrir» y no corredizas. Es decir, es prácticamente un T1, con cabina de T2.

### T2

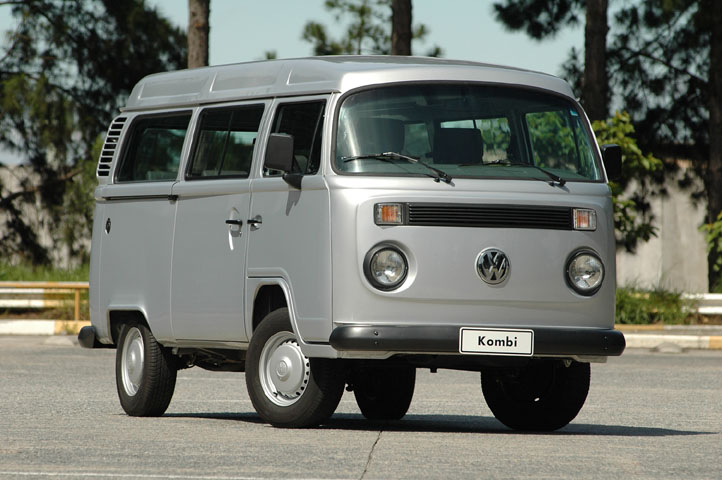
Volkswagen Bus T2c Kombi Prata, la última en producirse con motor enfriado por aire.

Transporter y Kombi en Europa, Kombi o Furgão en Brasil, Combi, Panel y Caravelle en México y Microbus en Estados Unidos y Canadá. 
- 1967-1979 (Alemania)
- 1971-2000 (México) En 1988 se adaptó para su venta motor de 1.8 litros enfriado por agua con radiador frontal y parrilla proveniente del Golf 1.8 y en 1993 debido a medidas medioambientales impuestas en el país, incorporó un motor 1.8 litros con la tecnología Fuel Injection que la dotaba de un sistema de sensores regulados por una computadora a bordo y catalizador de 3 vías.
- 1997-2013 (Brasil) En Brasil, siguiendo la tendencia local, finales de 2005 se reemplazó el motor boxer por uno de 4 cilindros en línea 1.4 l refrigerado por agua con tecnología Total Flex, pudiendo utilizar etanol o gasolina, indistintamente.

### T3

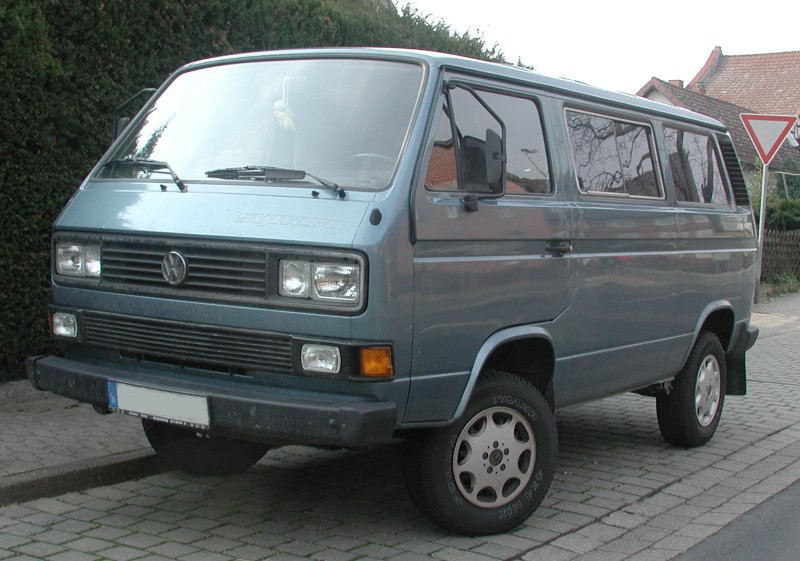
Volkswagen Caravelle T3 Syncro

Transporter, Kombi y Caravelle en Europa; T25 en Reino Unido e Irlanda y Vanagon en Estados Unidos y Canadá.
- 1979-1992 (Alemania)
- 1990-2003 (Sudáfrica)

Esta versión se distribuyó en muy bajas cantidades en centro y Suramérica. En México en particular, se saltó de la T2 a la T4 e incluso se vendieron simultáneamente ambas generaciones.[cita requerida]

## T4, T5, T6, T6.1

### T4

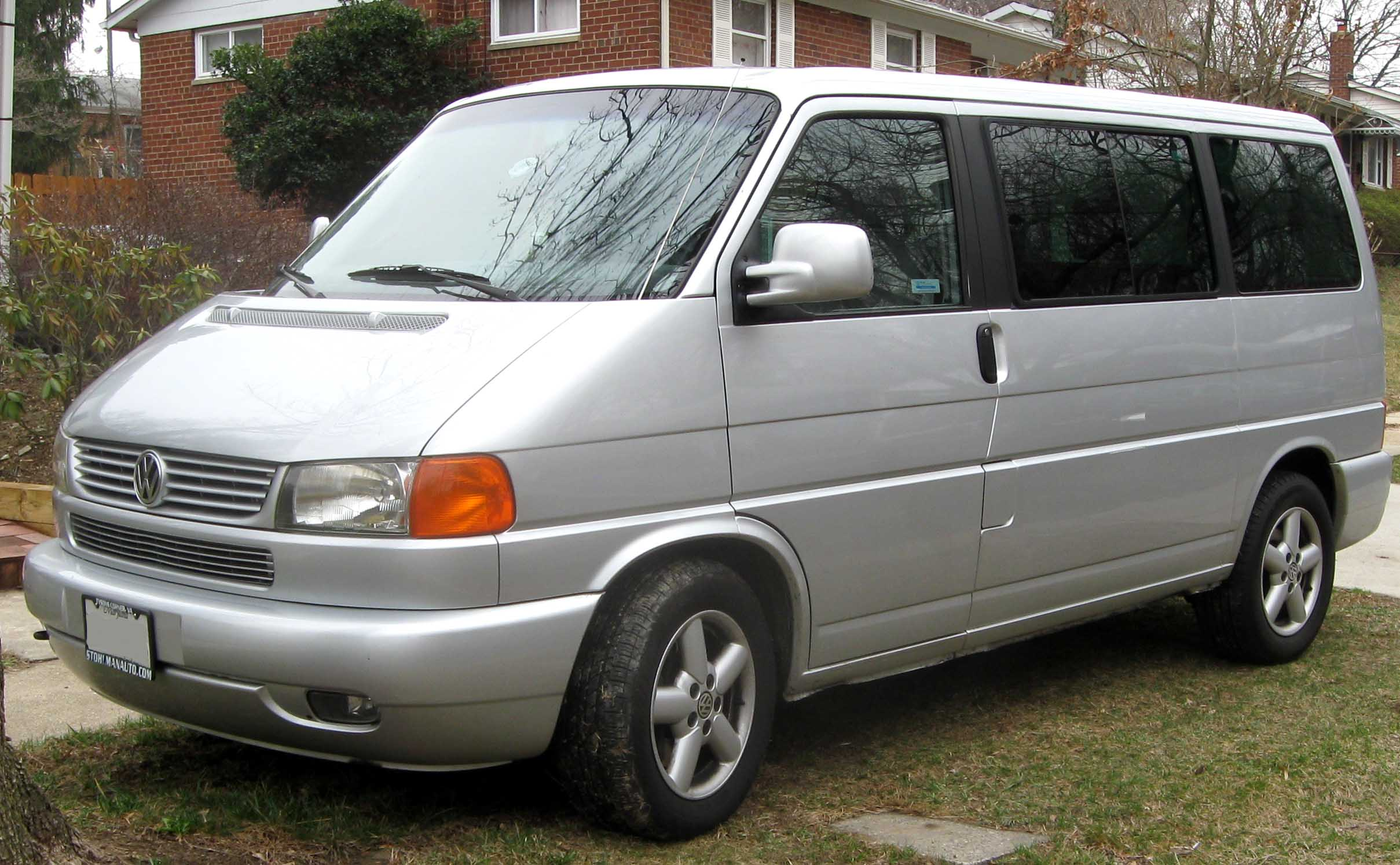
Volkswagen T4 Eurovan. Versión para América del Norte.

Transporter, Kombi y Caravelle en Europa y Eurovan en México, Estados Unidos y Canadá.
- 1990-2003 (Alemania)

Con sus denominaciones correspondientes para los desarrollos de cada modelo, por ejemplo el furgón Kastenwagen de Alemania recibe el nombre de Eurovan Carga en México.
Ya en la década de 1970, Volkswagen comenzó a pensar en la sustitución de las furgonetas con motor trasero 
por unas más modernas con motor delantero, tracción delantera y refrigerado por agua como lo habían hecho con mucho éxito con sus vehículos de pasajeros a principios de esa década. Aunque el modelo se retrasaría hasta 1990, por motivos no esclarecidos.
Finalmente, el T4 empieza a producirse el 6 de enero de ese año y, con él, el concepto del motor en la parte trasera y la tracción en las ruedas traseras queda olvidado. Uno de los beneficios que trajo dicha transformación fue la inclusión de un tipo de carrocería que no hubiera sido posible en las generaciones anteriores, debido a su mecánica posterior. Las nuevas variantes chasis cabina y doble chasis cabina pasan a sumarse a los tradicionales microbús, furgoneta de carga y pickup de plataforma con cabina simple o cabina doble.
El diseño del chasis y la carrocería de este modelo se utilizaron para la Mercedes-Benz Vito de primera generación (W 638; 1996-2003), que se fabricaron en la factoría de Mercedes-Benz en Vitoria

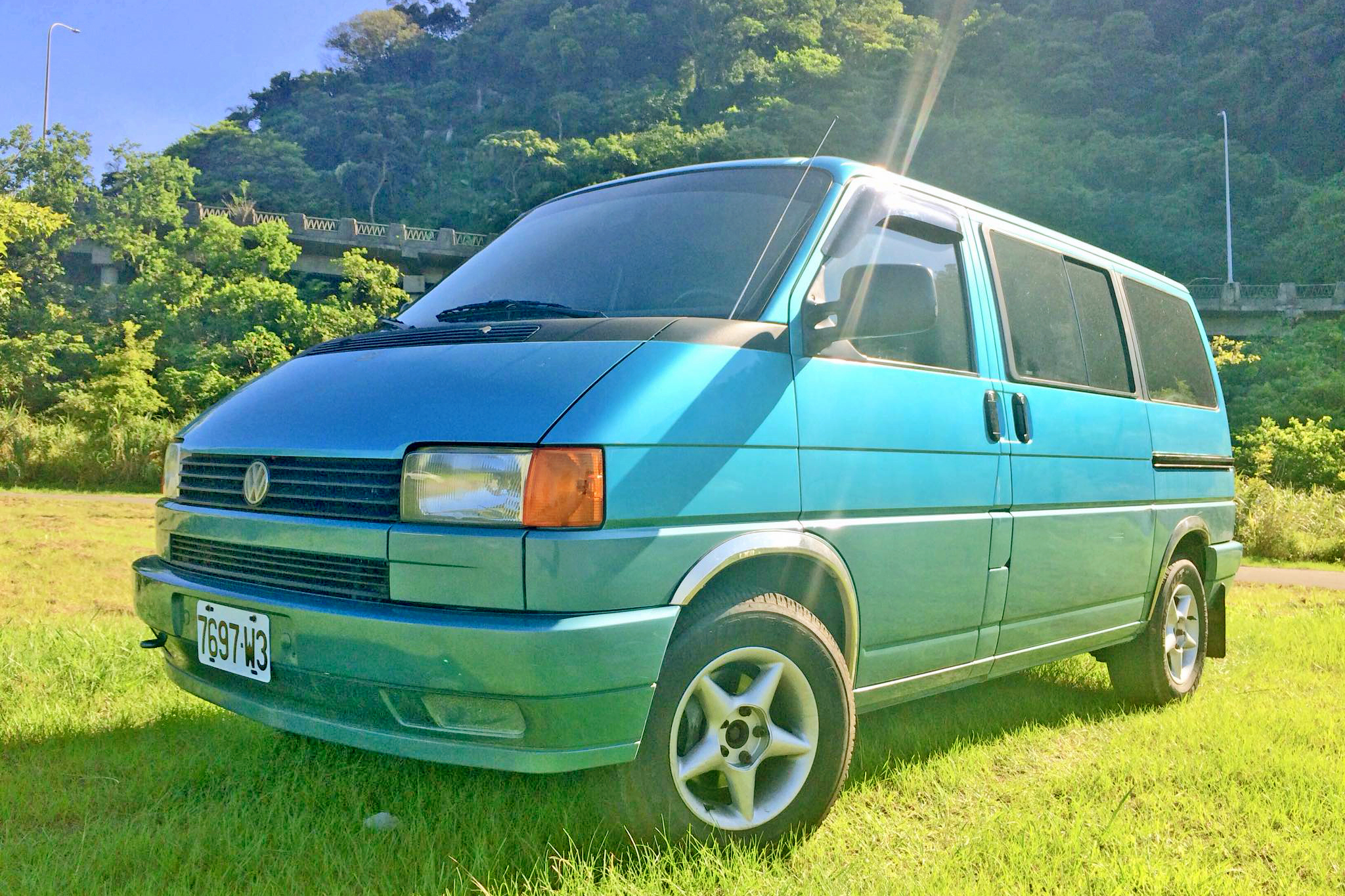
Volkswagen T4 fabricado en Taiwán.

#### Motores de gasolina
| Modelo  | código motor  | Tipo de motor           | Capacidad | Potencia                              | Par motor                      | Años            |
| ------- | ------------- | ----------------------- | --------- | ------------------------------------- | ------------------------------ | --------------- |
| 1.8     | PD            | 4 cil en línea SOHC 8V  | 1.781 cm³ | 66 CV (65 hp SAE/49 kW) a 4000 rpm    | 140 Nm (103 lb·ft) a 2200 rpm  | 1990-1995 (MEX) |
| 2.0     | AAC           | 4 cil en línea SOHC 8V  | 1.968 cm³ | 84 CV (83 hp SAE/62 kW) a 4300 rpm    | 159 Nm (117 lb-pie) a 2200 rpm | 1990-2003       |
| 2.5     | AAF; ACU      | 5 cil en línea SOHC 10V | 2.461 cm³ | 110 CV (108 hp SAE/81 kW) a 4500 rpm  | 190 Nm (140 lb-pie) a 2200 rpm | 1990-1997       |
| 2.5     | AET; APL; AVT | 5 cil en línea SOHC 10V | 2.461 cm³ | 115 CV (113 hp SAE/85 kW) a 4500 rpm  | 200 Nm (148 lb-pie) a 2200 rpm | 1997-2003       |
| 2.8 VR6 | AES           | VR6 SOHC 12V            | 2.792 cm³ | 140 CV (138 hp SAE/103 kW) a 4500 rpm | 240 Nm (177 lb-pie) a 3000 rpm | 1996-2000       |
| 2.8 VR6 | AMV, AXK      | VR6 DOHC 24V            | 2.792 cm³ | 204 CV (201 hp SAE/150 kW) a 6200 rpm | 245 Nm (181 lb-pie) a 2500 rpm | 2000-2003       |

#### Motores Diésel
Inyección indirecta, D sin turbo, TD con Turbo.
| Modelo | Código de motor | Cónfiguracion del motor | Cilindrada | Potencia DIN @ rpm | Torque o par motor @ rpm | Años      |
| ------ | --------------- | ----------------------- | ---------- | ------------------ | ------------------------ | --------- |
| 1.9 D  | 1X              | 4 en línea SOHC 8v      | 1896 cc    | 61HP @ 3,700       | 127 Nm @ 1,700           | 1990–1995 |
| 1.9 TD | ABL             | 4 en línea SOHC 8v      | 1896 cc    | 68HP @ 3,700       | 140 Nm 2,000             | 1993–2003 |
| 2.4 D  | AJA             | 5 en línea SOHC 10v     | 2370 cc    | 75HP @ 3,700       | 160 Nm @ 1,900           | 1997–2003 |
| 2.4 D  | AAB             | 5 en línea SOHC 10v     | 2370 cc    | 78HP @ 3,700       | 164 Nm @ 1,800           | 1990–1998 |

Inyección directa con turbo
| Modelo  | Código de motor    | Cónfiguracion del motor | Cilindrada | Potencia DIN @ rpm | Torque o par motor @ rpm | Años      |
| ------- | ------------------ | ----------------------- | ---------- | ------------------ | ------------------------ | --------- |
| 2.5 TDI | AJT; AYY           | 5 en línea SOHC 10v     | 2461 cc    | 88HP @ 4,500       | 195 Nm @ 2,000           | 1998–2003 |
| 2.5 TDI | ACV; AUF; AYC; AXL | 5 en línea SOHC 10v     | 2461 cc    | 102HP @ 3,500      | 250 Nm @ 1,900           | 1995–2003 |
| 2.5 TDI | AHY; AXG           | 5 en línea SOHC 10v     | 2461 cc    | 151HP @ 4,000      | 295 Nm @ 1,900           | 1998–2003 |

En México la T4 se distribuyó con la versión para América el Norte en 1999, una versión híbrida entre Caravelle y Multivan. No había versión austera, puesto que se seguía comercializando junto con la Combi (T2). Era una furgoneta automática con motor de 6 cilindros Vr6.
Más adelante se introdujo el motor 2.5 de 5 cilindros con versión estándar, hasta que en 2006 llegó la T5 con un motor diésel. Se seguía conociendo como Eurovan

### T5

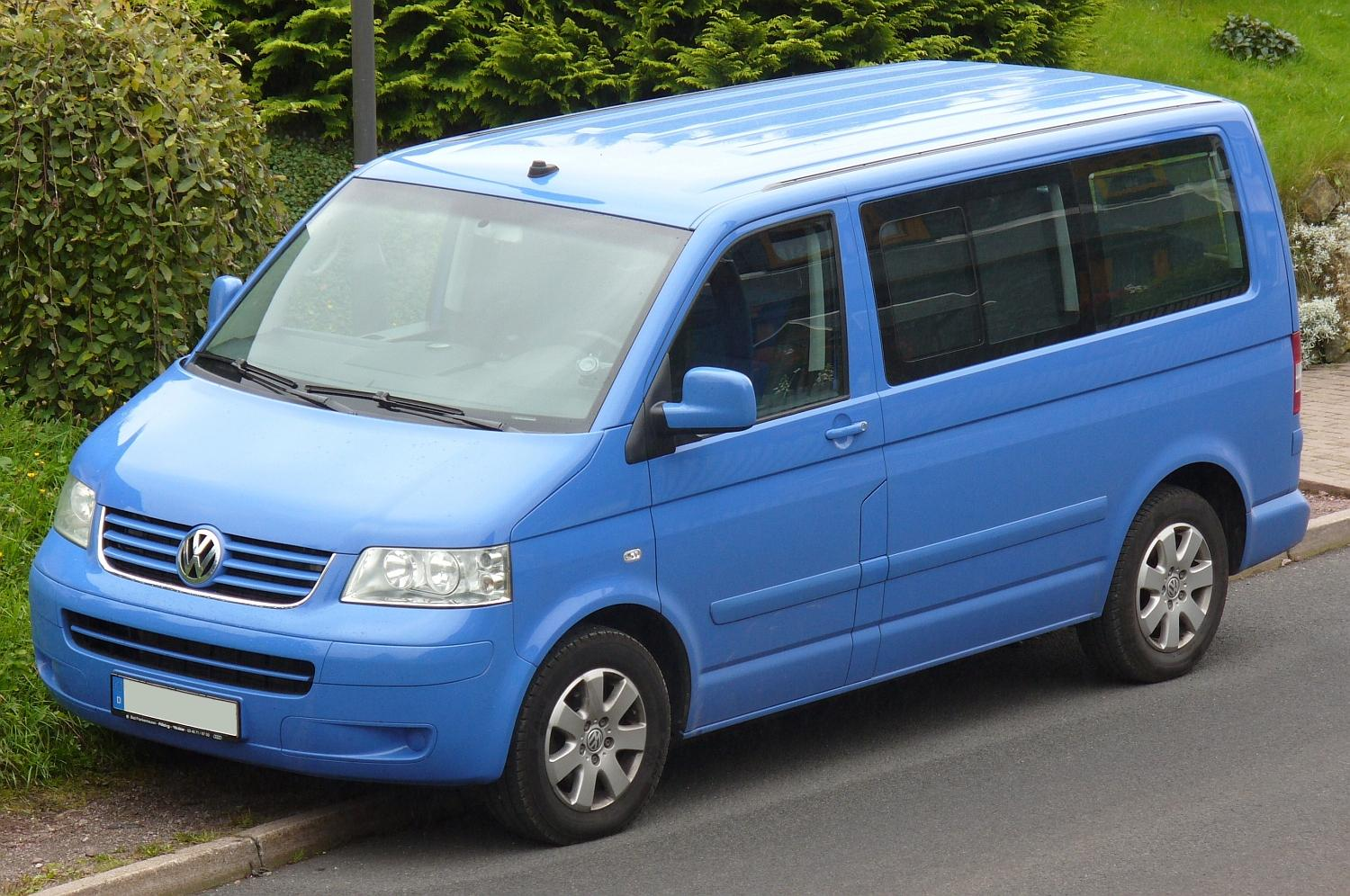
Volkswagen T5 Multivan.

El transporter tiene 4 denominaciones o líneas y a su vez, cada línea tiene variantes según el país en Europa o América.
- 2003-2014 (Alemania)
- 2003-presente (Rusia)

Una clasificación general sería:
Furgón: pasajeros (combi), caja (panel) o chasis. Es la versión más austera. Tiene tres medidas, corta, regular o larga
Caravelle. Es de pasajeros y sus interiores están totalmente recubiertos. Sus asientos vienen en velour. Hay versión automática
Multivan. Es de pasajeros, la disposición de sus asientos es multifuncional y tiene mesa de servicio. Cajones y compartimentos por todo el interior. Versión automática
California. Llamada Autocamper, está enfocada al camping. Posee un techo con sistema de elevación y toldo lateral autodesplegable.
La Transporter en Norte América no está disponible en los Estados Unidos y Canadá, en su lugar se ofreció el VW Routan. En México si está disponible la T5, y por cuestiones comerciales tuvo 2 nombres, primero se llamó Eurovan (2006) como se había llamado anteriormente la T4 desde 1999 para el mercado de Norte América, y en el 2010 tomó el nombre europeo de Transporter. En México se vende actualmente al 2015 en 3 versiones, la cargo en chasis,  la versión cargo panel y la versión de pasajeros con variantes en equipamiento como faros de niebla y rin de aluminio de 16 pulgadas, DSG disponible.
La quinta generación del Volkswagen Transporter llegó al mercado en Europa a finales de 2003. Se trata de un sucesor directo a la T4 en su apariencia y en valor de utilidad, a diferencia del concepto microbús que había venido mostrando varios años antes a la introducción del T5. El microbús fue casi producido, pero los planes de Volkswagen para la construcción tuvo problemas debido a los costos. 
La Volkswagen California es una evolución de la Transporter, transformada hasta el modelo T4 por Westfalia-Werke en Cámper. Actualmente, el modelo T5 es producida íntegramente por Volkswagen ya que Westfalia-Werke fue adquirida por Mercedes.
Viene equipada con: 
- Cuatro plazas para la marcha.
- Dos camas dobles, una en el piso superior que se obtiene elevando el techo con un mecanismo de fuelle y la otra gracias al asiento trasero que se transforma en cama.
- Una cocina de dos fogones (dependiendo del modelo, de alcohol o gas).
- Nevera (dependiendo del modelo, eléctrica o trivalente).
- Depósito de agua limpia.
- Depósito de aguas grises.
- Cortinas, incluso para la cabina del conductor.
- Instalación eléctrica para conectar a 220 v.
- Calefacción estática (opcional).

En 2009 se rediseñó toda la serie T5, afectando sobre todo a las características externas de los modelos Transporter, Caravelle y Multivan. Los grupos ópticos delanteros se asemejaron a los del resto de la gama Volkswagen de la época.
Tienen diferentes niveles de acabado: Trendline y Comfortline.
Respecto a las mecánicas, ahora todos los modelos incorporan el propulsor de dos litros -1.968 centímetros cúbicos- alimentado por conducto común y con cuatro niveles de potencias diferentes: 84, 102, 140 y 180 caballos. Los tres primeros motores incluyen un turbocompresor de geometría variable.
En cambio, la versión de 180 caballos realiza una sobrealimentación por medio de dos turbos.
Asimismo, para aquellos que se decanten por la gasolina, estos Volkswagen podrán incorporar un propulsor de gasolina con 115 caballos.
Todas las mecánicas presentan ahora un ahorro de combustible y de las emisiones del 10% frente a las versiones anteriores.
Otra novedad es la posibilidad de incorporar el cambio automático de doble embrague DSG con siete marchas. Asimismo, como opción también está disponible la tracción integral 4Motion con embrague Haldex de cuarta generación.
Los motores pueden ser, por tanto, 2.0i 115 CV, 2.0 TDI 102 CV, 2.0 TDI 140 CV, 2.0 TDI 140 CV DSG7, 2.0 TDI 140 CV 4Motion, 2.0 Bi-TDI 180 CV y 2.0 Bi-TDI 180 CV DSG7.

#### Volkswagen California

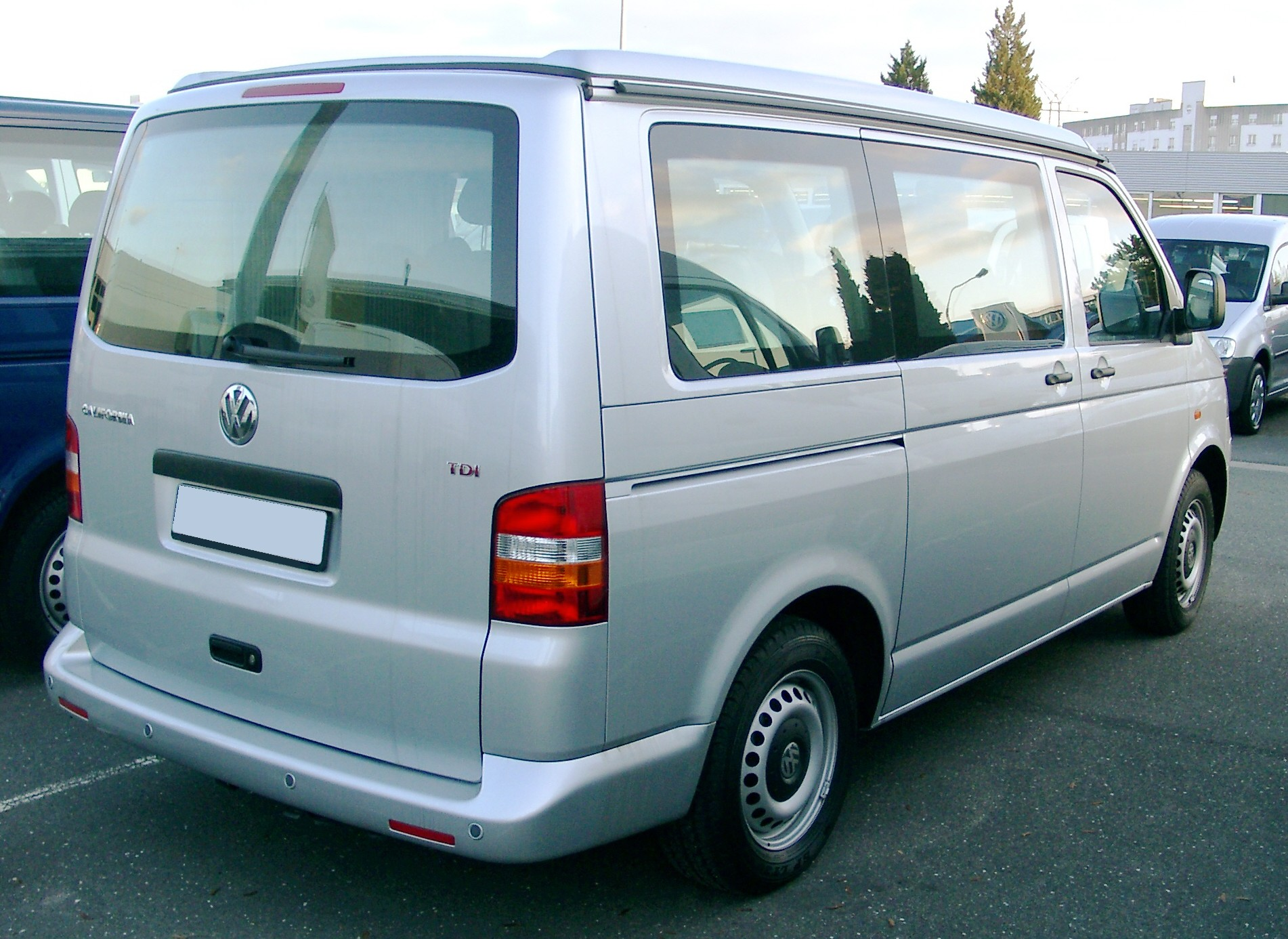
Volkswagen California Comfortline.

Volkswagen California es una furgoneta producida Volkswagen. Es una evolución de la Transporter, transformada hasta el modelo T4 por Westfalia-Werke en cámper. Actualmente, el modelo T5 es producida íntegramente por Volkswagen.
Está equipada con: 
- Cuatro plazas para la marcha.
- Dos camas dobles, una, en el piso superior, que se obtiene elevando el techo con un mecanismo de fuelle y la otra gracias al asiento trasero que se transforma en cama.
- Una cocina de dos fogones (dependiendo del modelo, de alcohol o gas).
- Nevera (dependiendo del modelo, eléctrica o trivalente).
- Depósito de agua limpia.
- Depósito de aguas grises.

### T6
- 2014-2019 (Alemania)

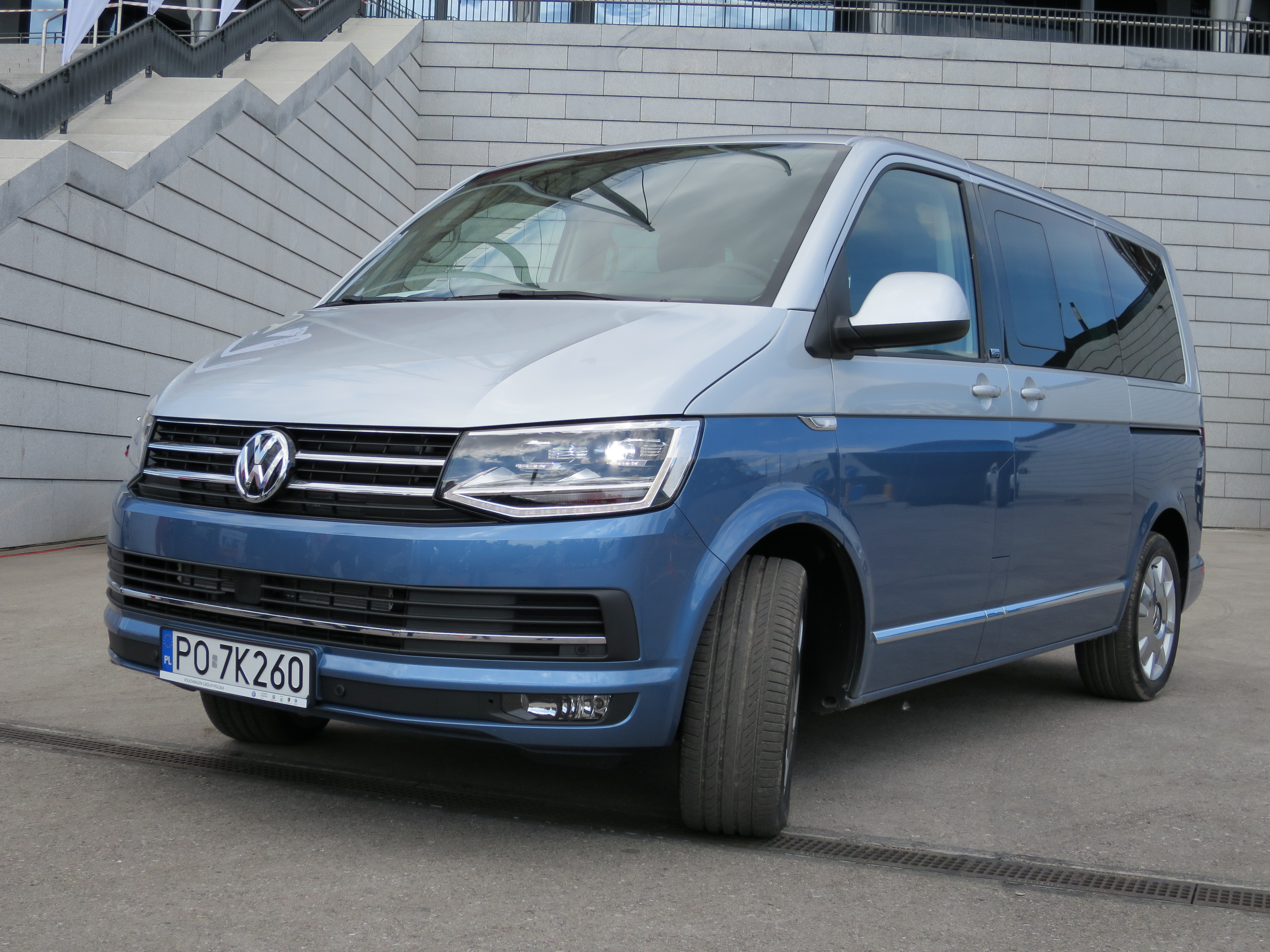
Volkswagen T6 Multivan (desde 2015)

El «nuevo» Volkswagen comercializado como T6 es una importante renovación del T5.
En el exterior, el capó del motor, los guardabarros delanteros, parachoques, faros, luces traseras y la puerta trasera se han modificado. En el interior, hay un nuevo tablero de instrumentos, un nuevo volante y nuevos sistemas de asistencia y de información y entretenimiento.
Todos los motores de la versión de pasajeros ahora cumplen con la norma de emisiones Euro 6. Para este propósito, los motores diésel están equipados con un sistema de SCR (Reducción Catalítica Selectiva). El depósito de AdBlue tiene un volumen de 13 litros que se puede lograr un rango de 7000 km de distancia. Los vehículos comerciales aún están disponibles con Euro 5 y sin sistema SCR.

### T6.1
•2020-2022
Versión creada como restyling del modelo T6.

#### Versión e-Transporter ABT
La marca ofrecerá una gama 100% eléctrica, el e-Transporter en su versión eléctrica T6. 
e-Transporter ABT, es el fruto del acuerdo de colaboración entre Volkswagen y la compañía alemana ABT, especialista en transformaciones. 
Disponible en batalla larga en versiones Furgón, con tres plazas, y Combi y Caravelle, con espacio para cinco ocupantes, la nueva e-Transporter ABT cuenta con una autonomía de 120 kilómetros según el ciclo de homologación WLTP. La potencia del motor eléctrico es de 83 kW (113 CV) y dispone de un par máximo de 200 Nm. El conjunto de baterías tiene una capacidad de 37,3 kWh y la recarga se puede llevar a cabo tanto en una toma doméstica hasta 7,2 kW o en carga rápida de corriente continua CCS hasta 50 kW. La velocidad máxima está limitada de serie a 90 km/h, opcionalmente se puede subir la limitación hasta los 120 km/h. 
Capacidad de carga, e-Transporter ABT asciende hasta los 1091 kilos y 6,7 m³. 